# Ceratina mocsaryi
Ceratina mocsaryi är en biart som beskrevs av Heinrich Friese 1896. Ceratina mocsaryi ingår i släktet märgbin, och familjen långtungebin. Inga underarter finns listade i Catalogue of Life.